# Яцура Ірина Василівна
Ірина Василівна Яцура (15 травня 1946, Надвірна — 13 березня 2004) — українська письменниця, поетеса, прозаїк, авторка пісень, педагог, громадська діячка. Лауреат районної премії ім. Надії Попович (2002) та обласної премії ім. Марійки Підгірянки (2003) у галузі літератури. Почесна громадянка Надвірної (2016, посмертно).

## Біографічні відомості
Ірина Яцура народилася 15 травня 1946 року в місті Надвірна Івано-Франківської області. Після десятирічки закінчила Івано-Франківський (тоді Станіславський) державний педагогічний інститут ім. Василя Стефаника за спеціальністю філолога. Працювала вчителем-методистом зарубіжної літератури у Пнівській ЗОШ І-ІІІ ст., здобувши звання «Відмінник народної освіти України».
|  | Поезія Ірини Яцури належить саме до таких, бо опромінена вона сакральним світлом всепоглинаючої любові. Несміло, якось хвилююче скромно прийшовши вперше на засідання літстудії, Ірина Василівна не стала хвалитися похапцем, що має вже певні творчі набутки – прийшла, як початківець. І лише згодом ми зрозуміли, що наші ряди поповнила шляхетна, інтелігентна, непересічно обдарована поетеса. Під час аналізу творів інших літстудійців вона аргументовано допомагала знайти і виправити невдалі рядки, переконуючи, що поет творить не для теперішнього, а для майбутнього, що добра поезія ніколи не забувається, а залишається десь там, у надрах Космічного Розуму. . |

Із 1997-го року — член літстудії «Бистрінь». Активна громадянська позиція привели Ірину Яцуру в ряди районної філії «Союзу Українок», де її обрали співголовою. Вона стала активним членом райоб'єднання Всеукраїнського товариства «Просвіта» ім. Т. Шевченка і районного товариства «Гуцульщина», головою клубу «Надвечір'я» та членом бібліотечної ради при центральній районній бібліотеці, членом екологічного клубу «Кедрина» при природному заповіднику «Горгани».

## Творчі набутки
З-під пера Лауреата районної премії ім. Надії Попович (2002) та обласної премії ім. Марійки Підгірянки (2003) у галузі літератури, Ірини Яцури, вийшли поетичні збірки:
- «Жоржиновий полумінь» (1998);
- «Передновок» (2000);
- «Парашутики кульбабок» — збірка для дітей;
- «Таїни плаїв смерекових» (1999) — збірка для дітей;
- «Снопик літа»;
- «З тополею до сонця помолюсь» (2004);
- «Байки» (1999);
- «Обручка на долоні» (посмертне видання-збірка: оповідань і поезії, 2006);
- «Фестивальний вогонь» (1999) — збірника пісень;
- «Дорога до себе» (2016) — вибрані твори;
- «Дитинства русявого світ» (2020).